# Сюда идёт кот! (мультфильм)
«Сюда идёт кот!» (англ. Here Comes the Cat!, в русском переводе также «Вот идёт кот») — российско-американский мультфильм Александра Татарского и Игоря Ковалёва, снятый на студии «Пилот» по одноимённой книге Фрэнка Эша и Владимира Вагина и вышедший в 1992 году.

## Сюжет
Сюжет мультфильма полностью следует книге: мышонок-наблюдатель замечает приближающегося кота и сообщает об этом остальным мышам словами: «Сюда идёт кот!». Мыши в страхе покидают дома, кинотеатр, больницу, но не могут убежать от кота. Однако кот не собирается нападать на них — напротив, он привёз тележку с огромным кусом сыра. Мыши съедают сыр, причёсывают кота и угощают его молоком, а затем провожают его обратно, погрузив бидон молока на тележку.

## История
Рабочие материалы к мультфильму демонстрировались на выставке «Weston Woods Studios» в Норуолке, где пять мультфильмов, снятых на студии по книгам, были специально отобраны для демонстрации разных анимационных техник.